# Polypsecadium
Polypsecadium es un género  de plantas fanerógamas pertenecientes a la familia Brassicaceae. Comprende 17 especies descritas y de estas, solo 13 aceptadas.

## Taxonomía
El género fue descrito por Otto Eugen Schulz  y publicado en Das Pflanzenreich IV. 105(Heft 86): 176. 1924.

## Especies
A continuación se brinda un listado de las especies del género Polypsecadium aceptadas hasta mayo de 2014, ordenadas alfabéticamente. Para cada una se indica el nombre binomial seguido del autor, abreviado según las convenciones y usos. 
- Polypsecadium adscendens (O.E. Schulz) Al-Shehbaz
- Polypsecadium arnottianum (Gillies ex Hook. & Arn.) Al-Shehbaz
- Polypsecadium brasiliense (O.E. Schulz) Al-Shehbaz
- Polypsecadium effusum (O.E. Schulz) Al-Shehbaz
- Polypsecadium gilliesii (Romanczuk) Al-Shehbaz
- Polypsecadium grandiflorum Romanczuk & Boelcke
- Polypsecadium harmsianum (Muschl.) O.E. Schulz
- Polypsecadium litorale (Phil.) Al-Shehbaz
- Polypsecadium llatasii (Al-Shehbaz) Al-Shehbaz
- Polypsecadium magellanicum (Juss. ex Pers.) Al-Shehbaz
- Polypsecadium rusbyi (Britton) Al-Shehbaz
- Polypsecadium tucumanense (O.E. Schulz) Al-Shehbaz
- Polypsecadium zoellneri Al-Shehbaz